# Слобода информисања
Слобода информисања представља читав корпус грађанских права: слободу мисли, слободу изражавања мисли, слободу штампе и других облика јавног обавештавања, право на (истиниту, потпуну и благовремену) информацију без обзира на границе и средства информисања, као право да се буде обавештен и право да се захтева информација, право да се упути критика и тражи објашњење поступака државних органа, право на одговор и на исправку, те право да се не буде узнемираван због свог мишљења. Ове слободе су формулисане и гарантоване у многим међународним документима, попут Опште декларације о правима човека, Европске конвенције о људским правима, Међународног пакта о грађанским и политичким правима. 
У Европској конвенцији о транснационалној телевизији доста простора је посвећено управо гаранцијама слободе информисања.
Чланице, сматрајући да је слобода мишљења и информисања један од основних принципа демократског друштва и један од основних услова за његов развој и развој сваког људског бића, као основни мотив доношења ове конвенције наводе потребу олакшања транснационалног емитовања и реемитовања, јер је слободан ток информација неопходна претпоставка слободног формирања мишљења, идеје за коју се чланице, у условима политичког плурализма, посебно залажу. У том смислу, развој информационе и комуникационе технологије треба да послужи унапређењу овог корпуса права, како би се обезбедио слободан ток информација и што је још битније, идеја, без обзира на границе и на њихов извор, али поштујући притом друга људска права.
Праву на информацију је дат примат у односу на економске интересе телевизијских предузећа, те тако у случајевима када би вршењем искључивог права на емитовање и реемитовање емисије која покрива догађај од великог јавног интереса значајан део јавности био лишен могућности да прати тај догађај на телевизији, чланице су обавезне да пронађу одговарајуће инструменте како би омогућиле јавности да буде истинито, правовремено и потпуно обавештена.
Дакле, мора се обезбедити право грађана да примају различите информације. Принцип који је изгледа ових дана пао у заборав је да грађанима треба омогућити да саслушају обе стране, ставе све на тас, те тако без икаквих притисака од стране власти заузму одређени став. То се зове слободно формирање мишљења.

## Увод о праву на слободан приступ информацијама
Сједињене Америчке Државе су пре 45 година донеле Закон о слободном приступу информацијама (Freedom of Information Act) према ком владина тела морају на захтев дати документе јавности на увид, осим у случајевима када је тиме угрожена национална сигурност, право појединца на приватност или унутрашње пословање владиних институција. 
Иако је овај закон, скраћено назван ФОИА, постао основа за доношење таквих закона у осталим развијеним земљама, ипак је требало да прође 27 година пре него што је Европска комисија донела 1993. Одлуку о праву на приступ информацијама, а тек је 1997. Амстердамским споразумом дала јавности право на приступ документима Европског парламента, Савета Европе и Европске комисије.
Закон о слободном приступу информацијама од јавног значаја донет је 5. новембра 2004. године. („Службени гласник РС“, број 120/04) и ступио је на снагу 13. новембра 2004. године. Законом је основана институција Повереника за информације од јавног значаја као самосталног државног органа, независног у вршењу надлежности, ради обезбеђивања остваривања права на слободан приступ информацијама од јавног значаја.
Заштита права на слободан приступ информацијама фактички се обезбеђује на два начина: у поступку пред Повереником за информације од јавног значаја и заштиту података о личности и у поступку пред Врховним касационим судом Србије. Заштита пред Повереником остварује се у поступку по жалби тражиоца информације коме је орган власти ускратио информацију или му није доставио никакво обавештење по захтеву.

### Садржина права
Право на приступ информацијама у поседу органа власти основно је људско право, као што су и бирачко право, право на удруживање или право на приватност. Истовремено, право на приступ информацијама основ је за квалитетно и ефикасно остваривање других људских права и слобода: слободе мишљења, права на информисање, бирачког права. 
Коришћењем права на приступ информацијама које поседују органи власти, врши се контрола њиховог рада. Право на приступ информацијама моћно је средство у рукама сваког грађанина за контролу рада државних органа између два изборна циклуса. Носиоци власти, како на централном тако и на локалном нивоу, и сви који се финансирају из јавних средстава, више не могу безбрижно да проведу изборни мандат. Њихов рад подложан је свакодневној провери. Сем изузетно, све оно што раде, подложно је провери од стране грађана. 

## Заједничка декларација о доступности информацијама и о државној тајни
Специјални извештач Уједињених нација за слободу мишљења и изражавања, представник ОЕБС-а за слободу медија и специјални извештач Организације америчких држава (ОАС) за слободу изражавања, усвојили су 6. децембра 2004. Заједничку декларацију (али необавезујућу) о доступности информацијама којом се дефинише да право на приступ информацијама органа јавне власти јесте фундаментално људско право које треба да буде имплементирано на националном нивоу кроз законе као што су закони о слободном приступу информацијама, засновани на принципу максималног обелодањивања информација; органи власти треба да дефинишу и случајеве одступања од права на слободан приступ информацијама.
У овој декларацији пише да су државни органи дужни да објаве, и без претходног захтева, информације од јавног значаја, као и да успоставе системе који би требало током времена да повећавају број информација које се обелодањују.
"Приступ информацијама је право сваког грађана. Процедуре за приступ информацијама требало би да буду једноставне, брзе и уз минималну наплату, ако не и бесплатне."
Декларација предвиђа да би одступања у праву на приступ информацијама требало да буду јасно дефинисана, како би се заштитили јавни и приватни интереси, укључујући приватност. Одступања треба да се примењују само у случајевима који штете интересима и где је приступ таквим информацијама штетнији него целокупан интерес јавности, Државни органи морају да докажу зашто су одбили приступ некој информацији и да ли тражена информација спада у случајеве одступања. 
Значајно је истаћи да у овој декларацији пише да Закон о доступности информацијама треба да, у случају недоследности, превлада у односу на друге законе. 
Упоредно правно искуство је показало да се закони о слободном приступу информацијама веома често допуњују одредбама других закона. Тако се у многим земљама дешава да закон који утврђује начин остваривања и заштиту права на слободан приступ информацијама није и једини закон који се односи на ово право. По правилу постоје и закони о тајним подацима, који дефинишу државне, војне и службене тајне, као и закони који регулишу заштиту података о личности. Другим законима често се „шири“ листа изузетака од приступа утврђених Законом о слободном приступу информацијама, односно сужава право на слободан приступ информацијама - чиме се угрожава начело максималне отворености.
У овој декларацији први део посвећен је слободном приступу информацијама, док је други део посвећен државној тајни, што доказује да је реч о двема уско повезаним областима. 
"Државни органи и њихови представници сносе одговорност за заштиту поверљивости легитимних тајних информација, тако да новинари и други грађани никада не могу бити сматрани одговорним за објављивање или даље ширење тајних информација које су од јавног интереса, а које су до њих „процуреле“, осим у случају да су преваром или неким другим криминалним делом дошли до информације."
"Неке информације могу бити третиране као тајна уколико се тичу националне безбедности или заштите других значајних интереса. Међутим, државна безбедност треба прецизно да дефинише законе о државној тајни и јасно дефинише критеријуме по којима ће се утврђивати да ли нека информација може бити проглашена тајном или не, како би се спречила злоупотреба категорије „тајна“, у циљу онемогућавања обелодањивања неких информација које су од јавног интереса. Закони о тајности информација треба јасно да дефинишу који су органи надлежни да класификују неку информацију као тајну, као и да одреде колико дуго се неки документи могу сматрати тајним. Такви закони треба да буду предмет јавне расправе."